# 小行星7992
小行星7992（英語：7992 Yozan）是一颗围绕太阳公转的小行星。1981年11月28日，古田俊正在东海市发现了此天体，以上杉治憲（鷹山）（Yozan）命名。
这颗小行星的绝对星等为308.0816985604754等。